# Aldworth
Aldworth – wieś w Anglii, w hrabstwie ceremonialnym Berkshire, w dystrykcie (unitary authority) West Berkshire. Leży 17 km na zachód od centrum miasta Reading i 75 km na zachód od centrum Londynu. W 2001 miejscowość liczyła 308 mieszkańców.